# 池田長教
池田 長教（いけだ ながのり）は、江戸時代前期の龍野藩士。通称は三之助。諱は長純、長氏とも。播磨龍野藩士池田家の祖。

## 略歴
備中国松山藩主池田長幸の次男として誕生。
寛永9年（1632年）4月4日、父長幸の病が重く、親族が集まり後嗣について評議した。嫡男長常は病弱のため、次男長教（長純）と分割相続する案に、叔父長頼が一人反対し、評議の場からはずされてしまう。怒った長頼は、長教とその義父の脇坂安信、脇坂安経に斬りかかり、長教と安信を負傷させ、安経を殺害する事件を起こす。この結果、長常が単独相続することになった。
長教の子の池田外記長広は縁戚の脇坂家に仕え、江戸家老を務めた。

## 系譜
- 父：池田長幸（1587-1632）
- 母：不詳
- 正室：脇坂安信の娘
- 生母不明の子女
  - 男子：池田長広 - 外記